# 汉兴街道
汉兴街道是中华人民共和国湖北省武汉市江汉区下辖的一个街道办事处。

## 行政区划
汉兴街道下辖以下村级行政区划单位：
常远里社区、华安里社区、民航里社区、玉兰里社区、红梅里社区、新松里社区、华苑里社区、和祥里社区、常二社区、常三社区、常四社区、姑嫂树社区、杨汊湖社区、水仙里社区、阳光社区和新华家园社区。